# 나카노고촌 (돗토리현 이와미군)
나카노고촌(中ノ郷村)은 돗토리현 이와미군에 설치되었던 촌이다. 현재의 돗토리시에 해당한다.

## 역사
- 1889년 10월 1일 - 정촌제 시행에 의해 호미군 나카노고촌이 성립하였다.
- 1896년 4월 1일 - 군 통합에 의해 오미군, 이와이군, 호미군의 구역을 가지고 이와미군이 성립하여, 이와미군 미호촌이 되었다.
- 1933년 10월 1일 - 돗토리시에 편입해, 동일 나카노고촌은 폐지되었다.